# Dorado (constelación)
Dorado o la Dorada es una constelación austral, observada por Pieter Dirkszoon Keyser y Frederick de Houtman entre 1595 y 1597, y listada por primera vez en la Uranometria de Johann Bayer de 1603; conocida también como «Pez Espada», recibe su nombre en realidad del nombre en español del dorado-delfín o mahi-mahi, Coryphaena hippurus, un pez comestible nativo de América. En ella es visible la mayor parte de la Gran Nube de Magallanes.

## Características destacables

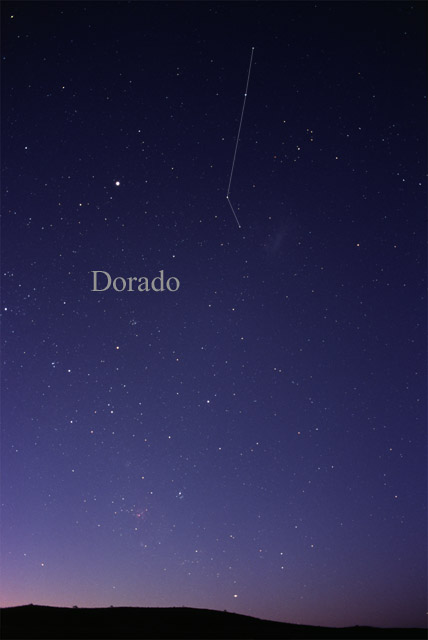
Constelación de Dorado

Pese a no tener estrellas especialmente brillantes, en Dorado se localizan estrellas notables por diversos motivos.
Con magnitud visual 3,28, la estrella más brillante en la constelación es α Doradus, binaria compuesta por una gigante blanca y una subgigante; la primera de ellas presenta un espectro peculiar rico en silicio, elemento que parece estar concentrado en una mancha magnética en su superficie.
El período orbital de esta binaria es de 12,1 años.
β Doradus, segunda estrella más brillante de la constelación, es una variable cefeida cuyo brillo varía entre magnitud +3,46 y +4,08 en un período de 9,8426 días.
Le sigue en brillo γ Doradus, una estrella blanco-amarilla de tipo espectral F1V 7 veces más luminosa que el Sol que se encuentra a 66 años luz del sistema solar. Da nombre a un tipo de variables, las variables Gamma Doradus, cuyas variaciones de luminosidad provienen de pulsaciones no radiales en su superficie.
Otra estrella en la constelación, ζ Doradus, es una enana amarilla de tipo F9V con una temperatura de 6227 K y un 55 % más luminosa que el Solsituada a 38 años luz.
R Doradus es una gigante roja de tipo espectral M8III —su temperatura efectiva es de solo 2710 K— y gran tamaño, siendo su radio 370 veces más grande que el radio solar. Con un diámetro angular de 0,057 segundos de arco, es la estrella —con excepción del Sol— con un mayor diámetro aparente vista desde la Tierra. Asimismo, en banda K —región del infrarrojo centrada en 2,2 μm—, es la segunda estrella más brillante del firmamento tras Betelgeuse. Es una variable semirregular con un período de 223 días.
Fuera de nuestra galaxia (en la Gran Nube de Magallanes), la hipergigante S Doradus es el prototipo de una clase de variables que llevan su nombre, las llamadas variables S Doradus o variables azules luminosas.
De características muy distintas, AB Doradus es un sistema estelar cuádruple cuyas componentes son estrellas presecuencia principal. La componente principal es una enana naranja de tipo espectral K0V y una estrella fulgurante. El sistema da nombre a la asociación estelar de AB Doradus, formada por unas 30 estrellas de aproximadamente la misma edad.
Una peculiar estrella de Dorado es HE 0437-5439, una estrella fugitiva descubierta en 2005 con el telescopio Kueyen englobado en el proyecto VLT. Esta estrella se aleja de nosotros a la extraordinaria velocidad de 723 km/s, una velocidad tal que escapará de la atracción gravitatoria de la Vía Láctea. Aunque no está claro su origen, se piensa que pueda ser una «estrella rezagada azul» nacida en el centro de nuestra galaxia y rejuvenecida tras la fusión de dos estrellas previas.
Dorado contiene también varias estrellas con sistemas planetarios. Así, Gliese 163 es una enana roja que posee, al menos, tres planetas extrasolares. Uno de ellos, Gliese 163 c, tiene un tamaño entre 1,8 y 2,4 veces el de la Tierra y se encuentra en la zona habitable de su estrella.

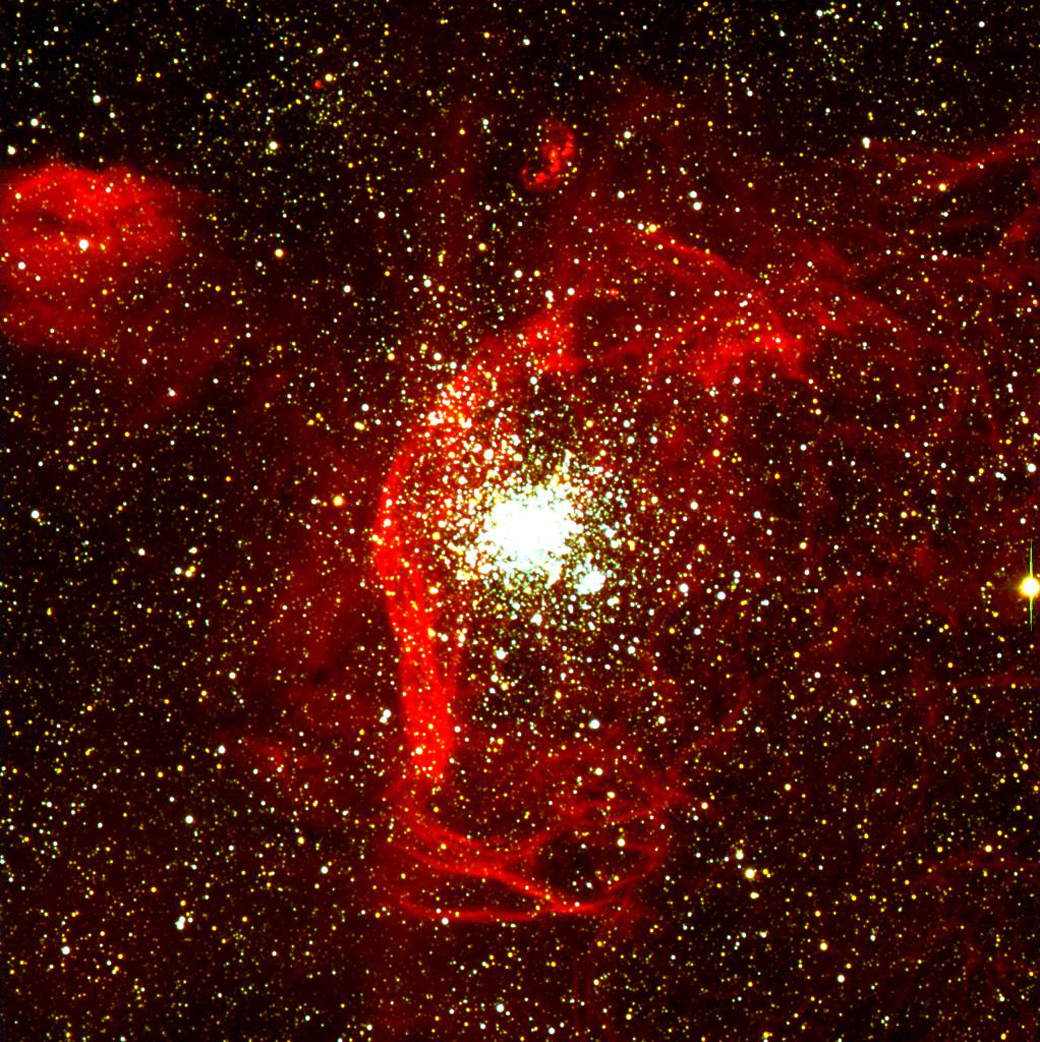
Imagen de NGC 1850 y su nebulosa circundante obtenida desde el ESO

En Dorado se localiza la estrella de neutrones RX J0420.0-5022, situada a poco más de 1000 años luz. Entre los objetos de este tipo más próximos a la Tierra, es el que gira más rápido —su período de rotación es de 3,45 s— y uno de los que tiene menor temperatura —522 000 K—.
Entre los objetos de cielo profundo, hay que destacar la Gran Nube de Magallanes, galaxia del Grupo Local que visualmente se localiza entre Dorado y Mensa. Distante 160 000 años luz, es la segunda galaxia más cercana a la Vía Láctea, o la tercera, si se considera que la Enana del Can Mayor es realmente una galaxia. Prototipo de las galaxias espirales magallánicas —con un único brazo espiral—, es la cuarta galaxia más grande del Grupo Local, después de la Galaxia de Andrómeda (M31), la propia Vía Láctea y la Galaxia del Triángulo (M33).
La Gran Nube de Magallanes contiene multitud de objetos astronómicos de interés, entre ellos estrellas masivas como la citada S Doradus o WOH G64, hipergigante roja de tipo espectral M7.5 cuya luminosidad bolométrica se estima en 282 000 soles.
También alberga cúmulos estelares como NGC 1818 o NGC 1850, y nebulosas como la nebulosa de la Tarántula, NGC 1748 o NGC 2080. Esta última es conocida como nebulosa Cabeza de Fantasma porque en ella hay dos regiones brillantes en su centro que corresponden a dos «burbujas» muy calientes de hidrógeno y oxígeno que esconden estrellas masivas.
En esta galaxia tuvo lugar la supernova SN 1987A, el evento de este tipo más cercano observado desde SN 1604, hace ahora más de 400 años. La estrella progenitora fue identificada como Sanduleak -69° 202a, una supergigante azul de tipo espectral B3.

## Estrellas principales

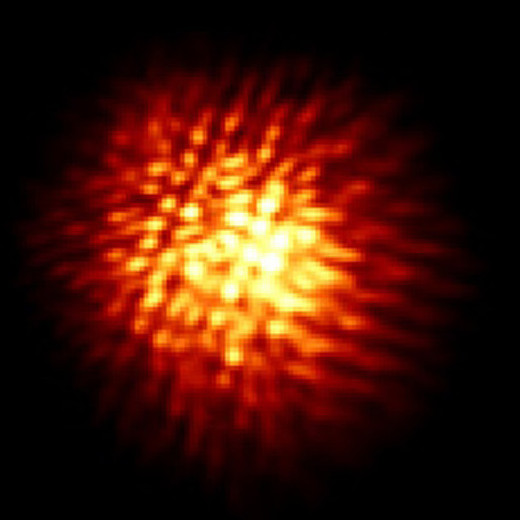
Imagen infrarroja de R Doradus. Créditos: ESO.

- α Doradus, la estrella más luminosa de la constelación de magnitud aparente 3,28. Es una estrella blanca de tipo espectral A0 y variable del tipo Alfa2 Canum Venaticorum.
- β Doradus, variable cefeida cuyo brillo oscila entre magnitud 3,46 y 4,08. La variación es apreciable a simple vista.
- γ Doradus, estrella blanco-amarilla que da nombre a un tipo de estrellas variables, las variables Gamma Doradus.
- δ Doradus, estrella blanca de la secuencia principal de magnitud 4,35.
- ζ Doradus, enana amarilla algo más luminosa que el Sol situada a 38 años luz.
- ν Doradus, estrella blanco-azulada de magnitud 5,04.
- R Doradus, estrella variable y una de las estrellas conocidas de mayor tamaño.
- S Doradus, estrella hipergigante en la Gran Nube de Magallanes. Prototipo de las variables luminosas azules, es una de las estrellas más luminosas que se conocen.
- AB Doradus, sistema estelar cuádruple a 49 años luz de la Tierra.

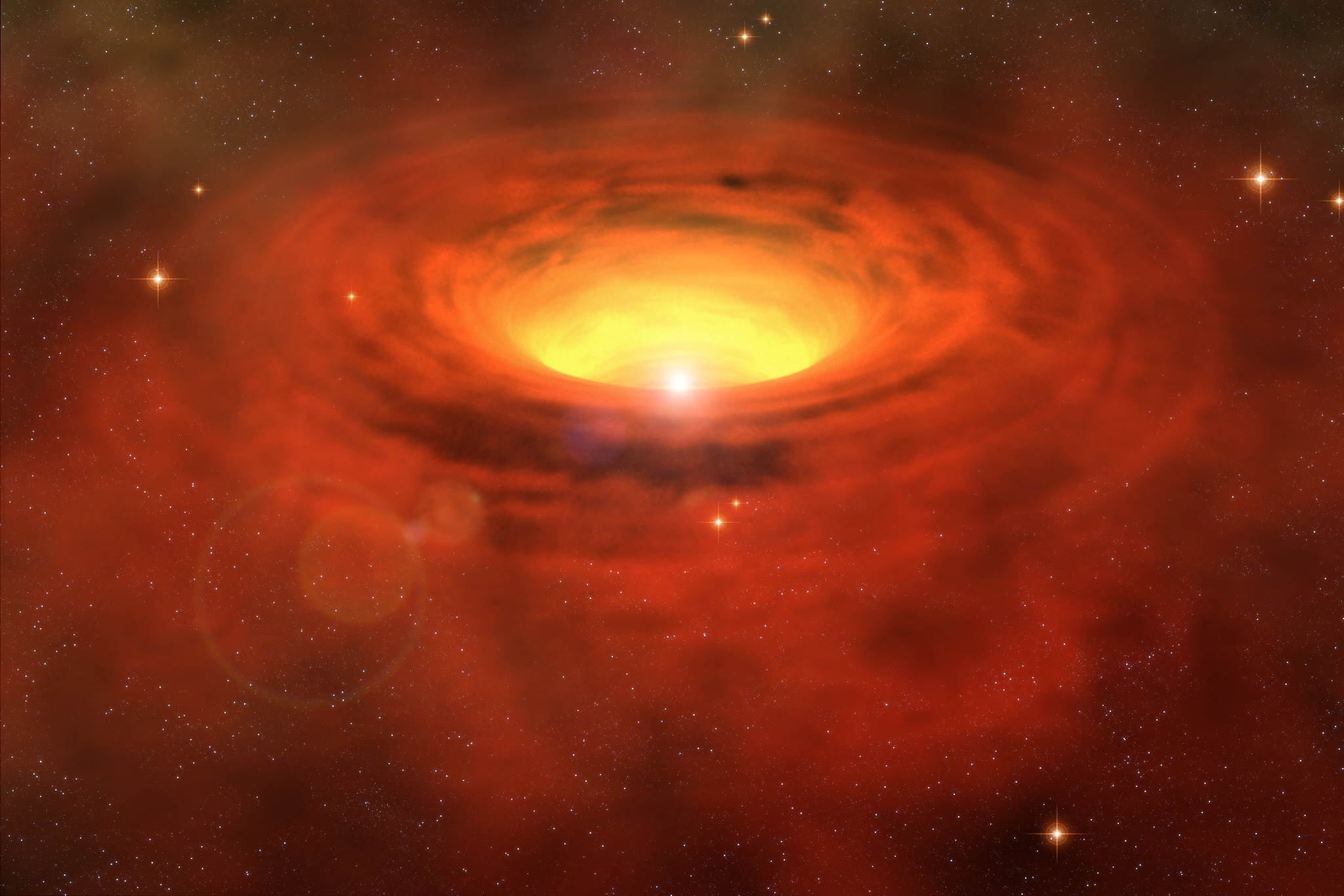
Impresión artística de la hipergigante WOH G64. Créditos: ESO.

- HD 30177, enana amarilla con un planeta extrasolar.
- HD 40409, ocasionalmente conocida como 36 Doradus, es una gigante anaranjada de magnitud 4,66.
- Gliese 163, enana roja con tres planetas.
- Gliese 167, enana naranja en el entorno del sistema solar.
- HE 0437-5439, estrella fugitiva que se aleja de nosotros a 723 km/s.
- WOH G64, hipergigante roja en la vecina galaxia de la Gran Nube de Magallanes.
- HD 34328, estrella del halo galáctico de muy baja metalicidad.
- HD 269810, gigante azul masiva y luminosa, también en la vecina galaxia.
- LH 54-425, estrella binaria formada por dos grandes estrellas azules muy próximas.
- Melnick 42, estrella masiva en la Gran Nube de Magallanes.

## Objetos de cielo profundo

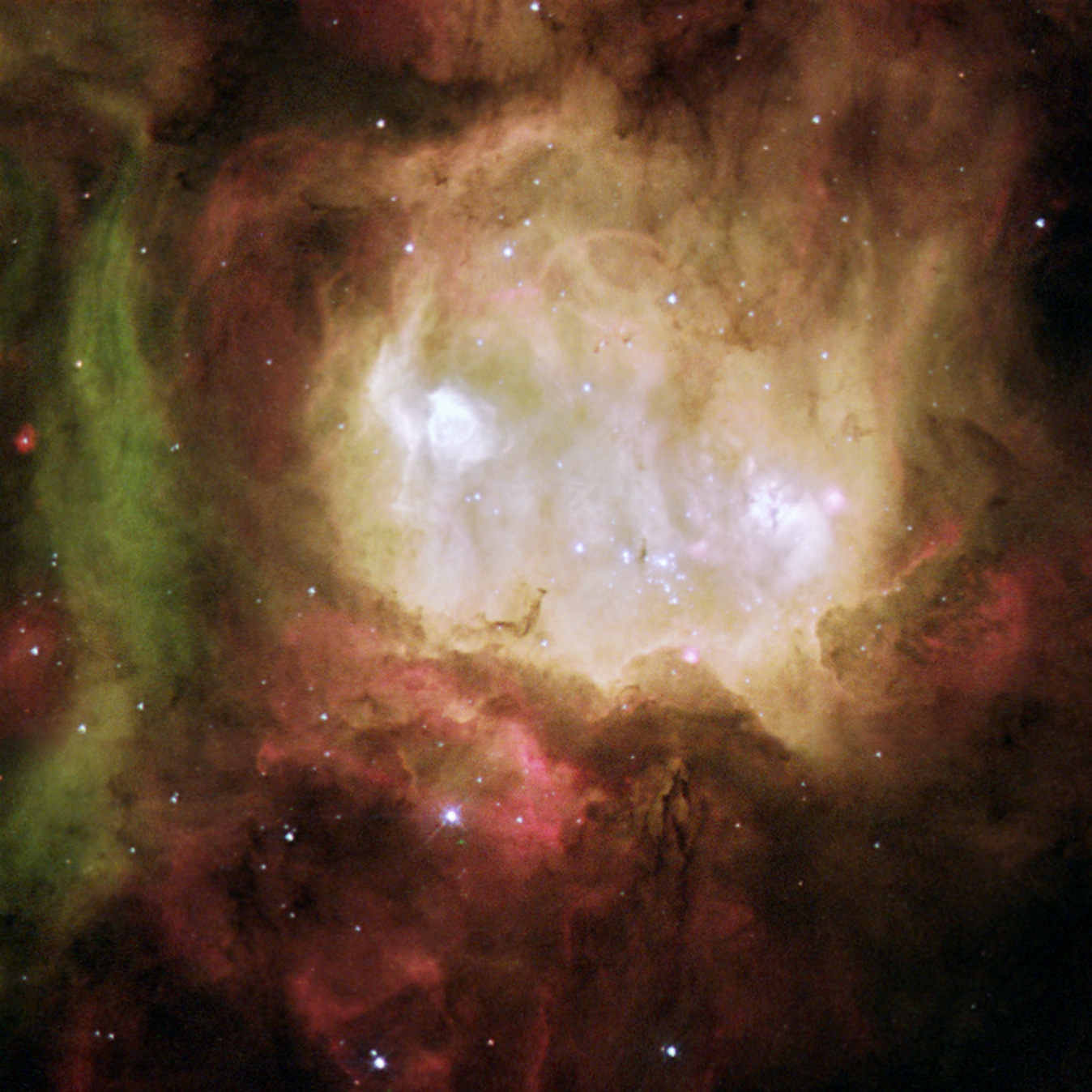
Nebulosa de emisión NGC 2080

### Cúmulos estelares
- NGC 1818, un cúmulo globular muy joven que forma parte de la Gran Nube de Magallanes.
- NGC 1850, cúmulo abierto atípico también en la vecina galaxia. Una inspección detallada revela la existencia de dos cúmulos: uno principal, con una edad de 40-50 millones de años, y uno más pequeño y joven formado por estrellas de apenas cuatro millones de años.
- Cúmulos abiertos NGC 1901, NGC 1910 y NGC 1978.

### Nebulosas
- NGC 2070, 30 Doradus o nebulosa de la Tarántula, de magnitud 8, una región H II extremadamente luminosa en la Gran Nube de Magallanes.
- NGC 2080, región de formación estelar también en la Gran Nube de Magallanes.
- NGC 1748, otra región de formación estelar en la vecina galaxia.
- NGC 2032 o nebulosa Gaviota, complejo de nebulosas que contiene cuatro objetos NGC diferentes: NGC 2029, NGC 2032, NGC 2035 y NGC 2040, siendo NGC 2035 el más brillante.
- N44C, nebulosa de emisión cuya estrella principal es excepcionalmente caliente, con una temperatura de 75.000 K.
- DEM L 106, nebulosa de reflexión también en la Gran Nube de Magallanes.

### Galaxias

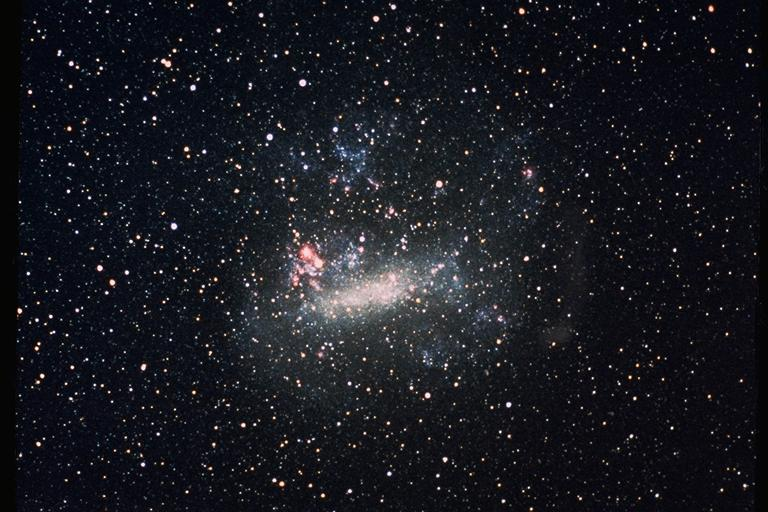
PGC 17223 (Gran Nube de Magallanes)

- En esta constelación se puede observar la mayor parte de la Gran Nube de Magallanes (PGC 17223), galaxia perteneciente al Grupo Local y satélite de la Vía Láctea.[24] Se encuentra a 163 000 años luz de distancia, siendo la tercera galaxia más próxima a la nuestra después de la Enana del Can Mayor y de la Enana Elíptica de Sagitario (SagDEG). Tiene un diámetro de unos 14 000 años luz (4,3 kpc) y una masa de aproximadamente diez mil millones de masas solares, correspondiendo su masa a una centésima parte de la de la Vía Láctea.[25] En cuanto a su morfología, está clasificada como de tipo SB (s) m, una galaxia espiral barrada, sin estructura de anillo, de forma no-regular y sin bulbo.[26] Su aspecto irregular es probablemente el resultado de interacciones tanto con la Vía Láctea como con la Pequeña Nube de Magallanes.
- NGC 1566, galaxia espiral vista de frente.
- NGC 1672, también una galaxia espiral, ésta de tipo Seyfert, que se encuentra a más de 60 millones de años luz de distancia.